# Susana Pereyra
Susana Pereyra (n. Montevideo) es una maestra y política uruguaya. 
Se recibió de maestra en Argentina y nunca ejerció en Uruguay. Se afilió al Frente Amplio, es cofundadora del Movimiento de Participación Popular y ocupa una banca de diputada que obtuvo en las elecciones de 2019.
Además fue concejal de la ciudad de Montevideo entre 2000 y 2005 y reelegida en el mandato siguiente donde fue puesta al frente del programa de viviendas.